# Hermandad de la Conversión (Córdoba)
La Hermandad y Cofradía de Nazarenos del Santísimo Cristo de la Oración y la Caridad en la Conversión del Buen Ladrón, María Santísima de Salud y Consuelo y Nuestra Señora del Rosario, es una Hermandad de culto católico de Córdoba. Tiene su sede canónica en la Iglesia de Nuestra Señora del Rosario, situada en el barrio de Electromecánicas, y realiza su Estación de Penitencia en la tarde-noche del Viernes Santo.
Tiene las distinción de ser la última Cofradía que se ha incorporado a los desfiles procesionales de la Semana Santa de Córdoba, realizando por primera vez Estación de Penitencia a la Carrera Oficial el Viernes Santo de 2022, después de retrasar dos años su llegada a causa de la pandemia de COVID-19. Además, es la corporación con el recorrido y horario más extensos de la Semana Mayor cordobesa.

## Historia
El origen de la Hermandad se sitúa en el año 2004. Por aquel entonces, un taller cofrade del barrio de Electromecánicas logró recuperar la procesión de la Virgen del Rosario, titular de la parroquia de la barriada y que suspiraba una gran devoción entre sus vecinos. Los responsables que hicieron posible volver a hacer procesionar esta talla mariana de pequeñas dimensiones, impulsaron también la celebración del ejercicio del Vía Crucis con una imagen cristífera de Juan de Ávalos la cual también se encontraba en la parroquia del barrio. A la vez, en el año 2011, se produjo la llegada a esta última de la imagen de María Santísima de Salud y Consuelo, fruto de una donación procedente de la Parroquia de San Andrés.
No sería hasta el año 2014 cuando se constituye definitivamente este grupo de devotos como una Agrupación parroquial, recogiendo como Titulares ambas imágenes, y quedando aprobados sus estatutos de forma provisional. En la tarde-noche del Sábado de Pasión de ese mismo año, tiene lugar la primera salida procesional con la imagen cristífera de Juan de Ávalos, en sustitución del ejercicio del Vía Crucis.
Sin embargo, en vista de que la imagen del Cristo era propiedad de un particular y presentaba un cierto deterioro, la corporación decide encargar al imaginero Pedro García Velasco la realización de una nueva talla de un crucificado para sustituir a la anterior. La llegada de ésta tuvo lugar en el año 2016, y al año siguiente, son aprobados sus estatutos de forma definitiva, convirtiéndose en Hermandad de Penitencia y siendo admitida en la Agrupación de Cofradías ese mismo año. Durante esos años, la corporación continuó realizando su salida con su Titular cristífero por las calles del barrio de Electromecánicas en la tarde-noche del Sábado de Pasión.
Ya en 2019, la Hermandad, a pesar de su corta existencia, marcó un hito con su primera llegada a la Mezquita Catedral de Córdoba en Vía Crucis con motivo de Magna Exposición "Por tu cruz redimiste al mundo".  La imagen de la Virgen participó a su vez en una exposición con motivo de la Coronación de la Paz y Esperanza, realizando un traslado desde el  Palacio de la Merced hasta la  Iglesia de Santa Victoria. 
Al año siguiente fue incluida en la nómina de cofradías del Viernes Santo, estando previsto su estreno en la tarde-noche de la penúltima jornada de la Semana Santa cordobesa, y el estreno su nuevo paso y las dos nuevas imágenes del misterio: Dimas y Gestas, obras del mismo imaginero que la talla del Señor. Desgraciadamente, el estallido de la pandemia de Covid-19 significó la prohibición de los desfiles procesionales en la Semana Santa de los años 2020 y 2021. No sería hasta el Viernes del Santo del año 2022 que finalmente que realizaría su primera Estación de Penitencia a la Carrera Oficial, convirtiéndose así en la corporación con el recorrido más largo de la Semana Santa cordobesa. 

## Imágenes Titulares
- Santísimo Cristo de la Oración y la Caridad

Es obra de Pedro García Velasco del año 2016, así como las imágenes de Dimas (2019) y Gestas (2020) que lo acompañan. Está realizada en madera de cedro tallada y policromada. El misterio representa la escena de la Conversión del Buen Ladrón, con la peculiaridad de que el Buen Ladrón se encuentra a la izquierda, cuando habitualmente se sitúa en el lado opuesto. 
- María Santísima de Salud y Consuelo

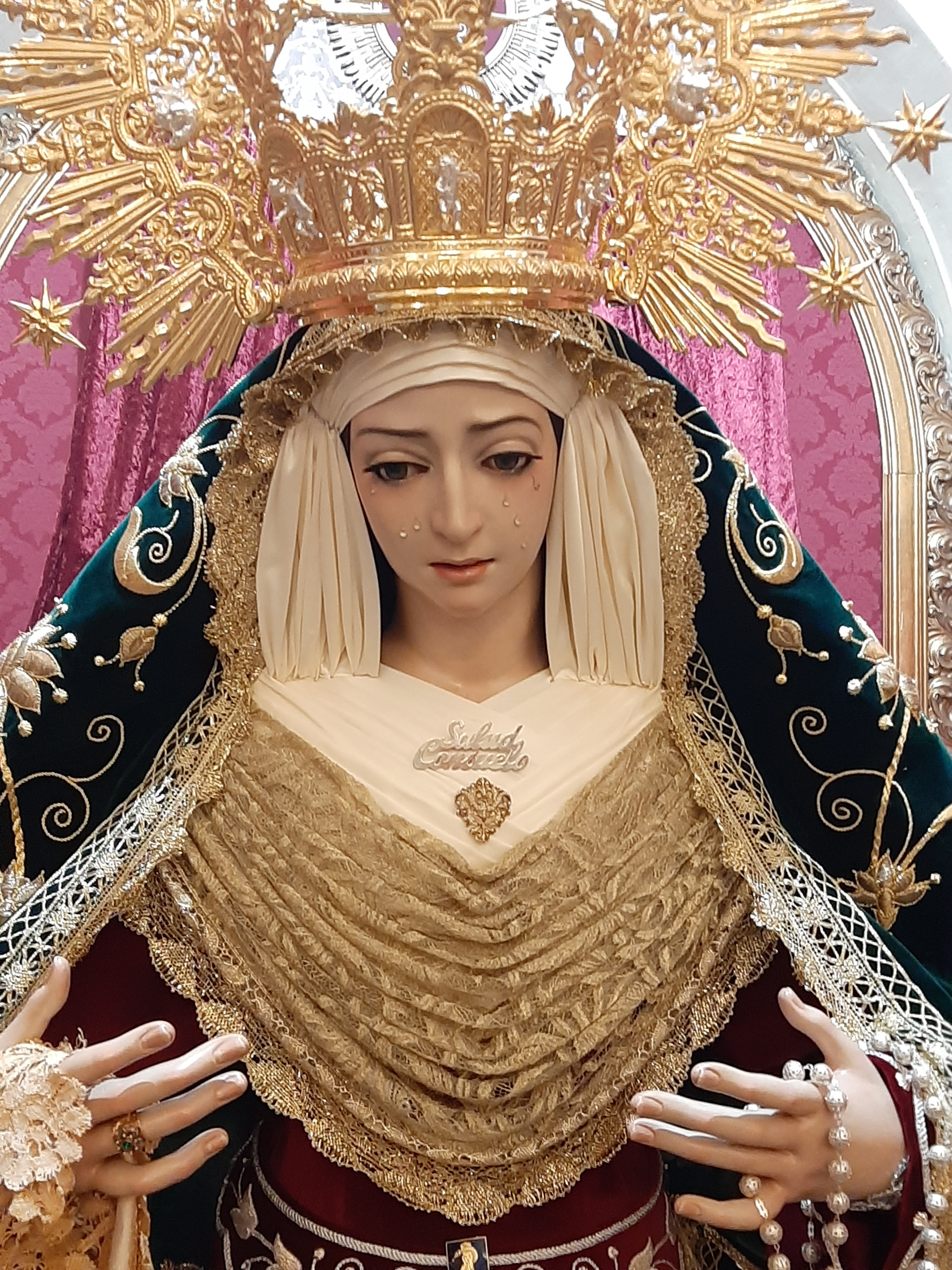
María Santísima de la Salud y Consuelo.

Se trata una imagen anónima de finales del siglo XVIII o comienzos del siglo XIX, profundamente reformada por Juan Martínez Cerrillo en 1977. Hasta su donación y posterior traslado a la sede canónica de la Hermandad en 2011, la imagen recibía culto en la Parroquia de San Andrés. Llegó a Córdoba procedente de un municipio de Jaén, traída por un proyecto de una Hermandad de la Presentación, la cual pasó por diversas sedes hasta desaparecer, quedando la imagen en la mencionada iglesia. Fue restaurada en 2012 por el imaginero Sebastián Montes. 
- Nuestra Señora del Rosario

Se trata de una imagen letífica titular de la sede de la hermandad, obra de José Larrea Echániz de la década de los años 40 del siglo XX.

## Música
Desde el año 2023, pone sus sones tras el único paso de la Cofradía la Agrupación Musical Nuestro Padre Jesús de la Redención, de Córdoba.

### Patrimonio Musical
- Conversión, compuesta por D. Jesús Lora Vaquero (2016).

## Paso por la Carrera Oficial
| Predecesor: El Descendimiento | Orden de entrada en la carrera oficial (Viernes Santo) Cuarto lugar | Sucesor: Los Dolores |